# WTA Tour Championships 1998 - Doppio
Il doppio del WTA Tour Championships 1998 è stato un torneo di tennis facente parte del WTA Tour 1998.
Lindsay Davenport e Jana Novotná erano le detentrici del titolo, ma hanno partecipato con partner differenti, la Davenport con Nataša Zvereva e la Novotná con Martina Hingis.
La Hingis e la Novotná hanno perso nei quarti di finale contro Yayuk Basuki e Caroline Vis.
La Davenport e la Zvereva hanno battuto in finale 6–7, 7–5, 6–3 Alexandra Fusai e Nathalie Tauziat.

## Teste di serie
1. Martina Hingis /  Jana Novotná (quarti di finale)
2. Lindsay Davenport /  Nataša Zvereva (campionesse)
3. Lisa Raymond /  Rennae Stubbs (semifinali)
4. Alexandra Fusai /  Nathalie Tauziat (finale)

## Tabellone

### Legenda
| - Q = Qualificato - WC = Wild card - LL = Lucky loser | - ALT = Alternate - SE = Special Exempt - PR = Protected Ranking | - w/o = Walkover - r = Ritirato - d = Squalificato |